# Monaco ai XXIV Giochi olimpici invernali
Monaco ha partecipato ai XXIV Giochi olimpici invernali, che si svolgeranno dal 4 al 20 febbraio 2022 a Pechino in Cina, con una delegazione composta da tre atleti, tutti uomini.
Si è trattato dell'undicesima partecipazione di questo paese ai Giochi invernali.

## Delegazione
| Sport      | Uomini | Donne | Totale |
| ---------- | ------ | ----- | ------ |
| Bob        | 2      | 0     | 2      |
| Sci alpino | 1      | 0     | 1      |
| Totale     | 3      | 0     | 3      |

## Bob
Monaco ha qualificato nel bob un equipaggio nel bob a due maschile.
| Gara               | Equipaggio              | 1ª manche | 2ª manche | 3ª manche | 4ª manche | Totale  | Posizione |
| ------------------ | ----------------------- | --------- | --------- | --------- | --------- | ------- | --------- |
| Bob a due maschile | Rudy Rinaldi Boris Vain | 59"62     | 59"90     | 59"57     | 1'00"05   | 3'59"14 | 6ª        |

## Sci alpino
Monaco schiererà nello sci alpino Arnaud Alessandria.
| Atleta             | Evento                | 1ª manche | 1ª manche | 2ª manche | 2ª manche | Totale  | Totale    |
| Atleta             | Evento                | Tempo     | Posizione | Tempo     | Posizione | Tempo   | Posizione |
| ------------------ | --------------------- | --------- | --------- | --------- | --------- | ------- | --------- |
| Arnaud Alessandria | Discesa maschile      | N.D.      | N.D.      | N.D.      | N.D.      | 1'46"25 | 29º       |
| Arnaud Alessandria | Supergigante maschile | N.D.      | N.D.      | N.D.      | N.D.      | 1'24"68 | 31º       |
| Arnaud Alessandria | Combinata maschile    | 1'45"79   | 15º       | 58"41     | 16º       | 2'44"20 | 13º       |